# 奧羅蒂納區
奧羅蒂納區（西班牙語：Orotina），是哥斯達黎加的一個區，位於該國西北部阿拉胡埃拉省，面積19.99平方公里，海拔高度229米，2010年人口15,705，人口密度每平方公里785.64人。